# Inneralpines Becken
Als inneralpine Becken werden größere Sedimentbecken der Alpen bezeichnet, die auf mehr als zwei Seiten von Gebirgsketten umgeben sind.
Die meisten dieser Becken sind Bildungen aus dem Erdzeitalter des Neogens (vormals Jungtertiär) und stehen mit geologischen Störungslinien in Zusammenhang (Senkungsgebiete der Erdkruste). Die Sedimente sind im Allgemeinen fluviatil oder stammen aus den Eiszeiten.
Beispiele für inneralpine Becken in den Ostalpen sind Teile des Tiroler Unterinntals, das Bozener Becken, das Tamsweger Becken und das Zeller–Saalfeldener Becken im Salzburgischen, das Lienzer Becken, das Klagenfurter Becken, das Fohnsdorfer Becken, das Trofaiacher Becken und das Aflenzer Becken. Die westliche Fortsetzung des Wiener Beckens bei Korneuburg bildet eine Mischform aus inneralpinem und randalpinem Becken.
Die inneralpinen Becken und Talungen sind durch Schutzlage sowohl gegen atlantische als auch gegen polare Kaltluft geschützt und oft typische Föhntäler und haben dadurch für das Alpenklima überdurchschnittliche Jahrestemperaturen, andererseits aber auch deutlich verminderte Niederschläge sowohl aus Nord wie Süd, und sind daher auch eher schneearm.
Viele der Becken weisen innerhalb ihrer Sedimente Lagerstätten von Braunkohle, Erdöl und Erdgas auf. Sie sind daher Gegenstand intensiver geophysikalischer Prospektion mittels Gravimetrie, Seismik und Tiefbohrungen.